# Timoteo Bustillo López
Timoteo Bustillo López fou un comerciant i polític espanyol.
Nascut a Madrid, mantenia bones relacions comercials amb els fabricants de teixits de Sabadell, districte pel que fou elegit diputat, amb suport tant de conservadors com liberals (gamacista), a les eleccions generals espanyoles de 1893, 1896, 1898, 1899 i 1901, enfrontant-se en aquesta demarcació tant a Francesc Pi i Margall com al seu fill Francesc Pi i Arsuaga. El 1894 fou vocal de la Vocal de la Junta de Aranceles y Valoraciones.